# Borgmestre i Københavns Kommune
En borgmester betegner i Københavns Kommune en politiker, der har ansvaret for en forvaltning i kommunen. Kommunens øverste politiske leder har titel af overborgmester.
Københavns Kommune har siden 1998 haft mellemformstyre med delt administrativ ledelse, hvilket minder om udvalgsstyret i de fleste andre kommuner, men adskiller sig ved, at formændene for de politiske udvalg er fuldtidspolitikere og samtidig er født medlem af økonomiudvalget.
Hver formand betegnes borgmester. De kan sammenlignes med rådmænd i Aarhus, Odense og Aalborg.
Delt administrativ ledelse betyder, at borgmestrene deler ansvaret for den øverste administrative ledelse af deres forvaltning med en administrerende direktør.

## Overborgmestre
| #  | Foto | Navn                    | Parti                   | Fra        | Til        |
| -- | ---- | ----------------------- | ----------------------- | ---------- | ---------- |
| 1  |      | Viggo Christensen       | Socialdemokratiet       | 01.04.1938 | 25.04.1946 |
| 2  |      | Hans Peter Sørensen     | Socialdemokratiet       | 25.04.1946 | 31.05.1956 |
| 3  |      | Sigvard Munk            | Socialdemokratiet       | 01.06.1956 | 26.04.1962 |
| 4  |      | Urban Hansen            | Socialdemokratiet       | 26.04.1962 | 31.03.1976 |
| 5  |      | Egon Weidekamp          | Socialdemokratiet       | 01.04.1976 | 14.02.1989 |
| 6  |      | Jens Kramer Mikkelsen   | Socialdemokratiet       | 15.02.1989 | 24.10.2004 |
| 7  |      | Hellen Hedemann         | Socialistisk Folkeparti | 25.10.2004 | 26.10.2004 |
| 8  |      | Lars Engberg            | Socialdemokratiet       | 27.10.2004 | 31.12.2005 |
| 9  |      | Ritt Bjerregaard        | Socialdemokratiet       | 01.01.2006 | 31.12.2009 |
| 10 |      | Frank Jensen            | Socialdemokratiet       | 01.01.2010 | 19.10.2020 |
| 11 |      | Lars Weiss              | Socialdemokratiet       | 19.10.2020 | 31.12.2021 |
| 12 |      | Sophie Hæstorp Andersen | Socialdemokratiet       | 01.01.2022 | 29.08.2024 |
| 13 |      | Lars Weiss              | Socialdemokratiet       | 29.08.2024 |            |

## Ressortborgmestre siden 1998

### Borgmestre for Kultur- og Fritidsforvaltningen
| # | Foto | Navn                   | Parti                       | Fra        | Til        |
| - | ---- | ---------------------- | --------------------------- | ---------- | ---------- |
| 1 |      | Hans Thustrup Hansen   | Det Konservative Folkeparti | 01.01.1998 | 31.12.2001 |
| 2 |      | Martin Geertsen        | Venstre                     | 01.01.2002 | 31.12.2007 |
| 3 |      | Pia Allerslev          | Venstre                     | 01.01.2008 | 31.12.2013 |
| 4 |      | Carl Christian Ebbesen | Dansk Folkeparti            | 01.01.2014 | 31.12.2017 |
| 5 |      | Niko Grünfeld          | Alternativet                | 01.01.2018 | 28.10.2018 |
| 6 |      | Franciska Rosenkilde   | Alternativet                | 28.10.2018 | 31.12.2021 |
| 7 |      | Mia Nyegaard           | Radikale Venstre            | 01.01.2022 |            |

### Borgmestre for Børne- og Ungdomsforvaltningen
| # | Foto | Navn                | Parti                       | Fra        | Til        |
| - | ---- | ------------------- | --------------------------- | ---------- | ---------- |
| 1 |      | Bo Asmus Kjeldgaard | Socialistisk Folkeparti     | 01.01.2006 | 31.12.2009 |
| 2 |      | Anne Vang           | Socialdemokratiet           | 01.01.2010 | 01.09.2013 |
| 3 |      | Jesper Christensen  | Socialdemokratiet           | 01.09.2013 | 31.12.2013 |
| 4 |      | Pia Allerslev       | Venstre                     | 01.01.2014 | 31.12.2017 |
| 5 |      | Jesper Christensen  | Socialdemokratiet           | 01.01.2018 | 31.12.2021 |
| 6 |      | Jakob Næsager       | Det Konservative Folkeparti | 01.01.2022 |            |

### Borgmestre for Sundheds- og Omsorgsforvaltningen
| # | Foto | Navn                | Parti                       | Fra        | Til        |
| - | ---- | ------------------- | --------------------------- | ---------- | ---------- |
| 1 |      | Mogens Lønborg      | Det Konservative Folkeparti | 01.01.2006 | 31.12.2009 |
| 2 |      | Ninna Thomsen       | Socialistisk Folkeparti     | 01.01.2010 | 31.12.2017 |
| 3 |      | Sisse Marie Welling | Socialistisk Folkeparti     | 01.01.2018 |            |

### Borgmestre for Socialforvaltningen
| # | Foto | Navn                     | Parti             | Fra        | Til        |
| - | ---- | ------------------------ | ----------------- | ---------- | ---------- |
| 1 |      | Mikkel Warming           | Enhedslisten      | 01.01.2006 | 31.12.2013 |
| 2 |      | Jesper Christensen       | Socialdemokratiet | 01.01.2014 | 31.12.2017 |
| 3 |      | Mia Nyegaard             | Radikale Venstre  | 01.01.2018 | 31.12.2021 |
| 4 |      | Karina Vestergård Madsen | Enhedslisten      | 01.01.2022 |            |

### Borgmestre for Teknik- og Miljøforvaltningen
| # | Foto | Navn                 | Parti                   | Fra        | Til        |
| - | ---- | -------------------- | ----------------------- | ---------- | ---------- |
| 1 |      | Klaus Bondam         | Radikale Venstre        | 01.01.2006 | 31.12.2009 |
| 2 |      | Bo Asmus Kjeldgaard  | Socialistisk Folkeparti | 01.01.2010 | 25.05.2011 |
| 3 |      | Ayfer Baykal         | Socialistisk Folkeparti | 26.05.2011 | 31.12.2013 |
| 4 |      | Morten Kabell        | Enhedslisten            | 01.01.2014 | 31.12.2017 |
| 5 |      | Ninna Hedeager Olsen | Enhedslisten            | 01.01.2018 | 31.12.2021 |
| 6 |      | Line Barfod          | Enhedslisten            | 01.01.2022 |            |

### Borgmestre for Beskæftigelses- og Integrationsforvaltningen
| # | Foto | Navn                      | Parti             | Fra        | Til        |
| - | ---- | ------------------------- | ----------------- | ---------- | ---------- |
| 1 |      | Jakob Hougaard            | Socialdemokratiet | 01.01.2006 | 31.12.2009 |
| 2 |      | Klaus Bondam              | Radikale Venstre  | 01.01.2010 | 31.12.2010 |
| 3 |      | Anna Mee Allerslev        | Radikale Venstre  | 01.01.2011 | 31.10.2017 |
| 4 |      | Mia Nyegaard              | Radikale Venstre  | 31.10.2017 | 31.12.2017 |
| 5 |      | Cecilia Lonning-Skovgaard | Venstre           | 01.01.2018 | 15.03.2022 |
| 6 |      | Jens-Kristian Lütken      | Venstre           | 15.03.2022 |            |